# A Rúa
A Rúa (tiếng Tây Ban Nha: La Rúa) là một đô thị trong tỉnh Ourense, thuộc vùng Galicia ở tây bắc Tây Ban Nha. Cách 101 km (63 mi) từ Ourense, thủ phủ tỉnh.
Năm 2005, A Rúa có dân số 4996 người. Diện tích 35,9 km² (14 sq mi) trên độ cao 298 m (978 ft) trên mực nước biển.